# L'Aube Nouvelle
A Nova Alvorada (em francês:  L'Aube Nouvelle) é o hino nacional da República do Benim. Tem letra e música de Gilbert Jean Dagnon e foi adotado em 1960, época em que o país se chamava Daomé.